# کهکشان‌های موش
NGC 4676 یا کهکشان‌های موش (انگلیسی: Mice Galaxies)، دو کهکشان مارپیچی در صورت فلکی گیسو هستند. این دو کهکشان در فاصلهٔ حدود ۲۹۰ میلیون سال نوری از خورشید نام آن‌ها به دنباله‌های بلندی اشاره دارد که در اثر جزر و مد ایجاد می‌شوند. تفاوت نسبی بین کشش‌های گرانشی در بخش‌های دور و نزدیک هر کهکشان، در اینجا به عنوان جزر و مد کهکشانی شناخته می‌شود. این احتمال وجود دارد که هر دو کهکشان، که اعضای خوشه گیسو هستند، برخوردی را تجربه کرده باشند، و تا زمانی که در هم ادغام شوند، به برخورد ادامه خواهند داد.
رنگ‌های ین کهکشان عجیب و درهم است. در «NGC 4676A» یک هسته با برخی نشانه‌های تیره توسط بقایای سفید مایل به آبی از بازوهای مارپیچی احاطه شده‌است. دم غیرمعمول است، شروع به آبی شدن می‌کند و به رنگ زردتر ختم می‌شود، در حالی که همیشه ابتدای هر بازو تقریباً در هر کهکشان مارپیچی زرد شروع می‌شود و به رنگ آبی ختم می‌شود، دو قوس؛ بقایای بازوهای زیر نیز مایل به آبی است.
کهکشانها در سال ۲۰۰۲ توسط تلسکوپ فضایی هابل عکسبرداری شدند. در پس‌زمینهٔ کهکشان‌های موش، دست کم ۳۳۰۰ کهکشان در فاصله‌هایی تا ۱۳ میلیارد سال نوری وجود دارد.